# Mongoolse buizerd
De Mongoolse buizerd (Buteo hemilasius) is een roofvogel uit de familie der havikachtigen (Accipitridae).

## Verspreiding en leefgebied
Deze soort komt voor van zuidelijk midden Azië tot zuidoostelijk Siberië en noordoostelijk China.

## Status
De grootte van de populatie is in 2001 geschat op minimaal 10.000 vogels. Op de Rode lijst van de IUCN heeft deze soort de status niet bedreigd.